# Дарсі Рецкі
Дарсі Рецкі (англ. D'arcy Wretzky; нар. 1 травня 1968) — американська музикантка, найбільш відома як колишня бас-гітаристка гурту The Smashing Pumpkins.

## Біографія

### Дитинство
Рецкі народилася і виховувалася в Мічигані, де разом з сестрами Танею та Моллі займалася музикою. Вона грала на скрипці та гобої та співала в хорі. Д'Арсі також займалася гімнастикою. Про свого батька, будівельника, який обожнює поїздки верхи на коні, Д'арсі відгукується як про «дуже дивну людини». Юна Д'арсі описувала себе, як «дівчинку-шибеника». У неї були дуже важкі стосунки з сестрами. В школі Д'арсі зацікавилася постпанком та грала в різних групах. після закінчення школи вона вирушила у Францію, щоб приєднатися до однієї групи, але до її приїзду група розпалася, тому Д'Арсі провела літо в Чикаго з друзями, відвідуючи різні концерти.

### Музична кар'єра

#### The Smashing Pumpkins
Одного разу після концерту в місцевому нічному клубі «Авалон» Д'арсі почула Біллі Коргана, що критикує групу, яка виступала. Виникла люта дискусія, після чого Біллі запропонував Д'Арсі приєднатися до його групи. Так остаточно сформувалися The Smashing Pumpkins, які на той момент складалися з Біллі Коргана, гітариста Джеймса Іха та драм-машини. Рецкі була прийнята як бас-гітаристка. Кілька місяців потому до групи приєднався барабанщик Джіммі Чемберлін, після того, як Біллі нарешті вирішив більше не використовувати драм-машину.
Час перебування в групі Рецкі супроводжувалося у різкими перепадами настрою: то їй все подобалося, то все дратувало. Корган називав її «совістю групи».
Після успіху Mellon Collie and the Infinite Sadness в 1995 Корган говорив, що Д'арсі почала опускатися "все нижче та нижче до повного безумству та/або наркотиків (вирішуйте самі) «. Зрештою, в 1999 Рецкі залишила групу, маючи намір зайнятися акторською кар'єрою. Пізніше Корган зізнався, що Д'арсі була звільнена тому, що, маючи сильну пристрасть до наркотиків, відмовлялася від будь-якої допомоги та не хотіла покінчити з залежністю. На зміну Д'арсі в групу прийшла колишня басистка групи Hole Мелісса Ауф Дер Маур.
Рецкі як бас-гітаристка брала участь у записі п'яти альбомів The Smashing Pumpkins: Gish (відеогра), Siamese Dream, Mellon Collie and the Infinite Sadness, Adore та MACHINA/The Machines of God. Її вокал можна почути в піснях „Daydream“ із Gish (відеогра), „Farewell and Goodnight“ та „Beautiful“ із Mellon Collie and the Infinite Sadness, а також „Dreaming“ із The Aeroplane Flies High. Рецкі також співавтор однієї з пісень — „Daughter“.
Зараз Рецкі ніяк не пов'язана з групою.

#### Інші музичні проєкти
Д'арсі брала участь в ролі бек-вокалістки в записі альбому Hot Saki and Bedtime Stories групи Catherine та знялася в їх кліпі „Four Leaf Clover“.
1999 року Д'арсі деякий час грала в групі Filter, але ніколи не брала участь в турах. її можна почути у двох піснях „Cancer“ і „Take a picture“. У тому ж році з Filter грав і колишній віолончеліст The Smashing Pumpkins Ерік Ремшнайдер.
Рецкі також можна почути у пісні „One and Two“ на сольному альбомі Джеймса Іхі Let It Come Down (1998).

### Особисте життя
Д'арсі і її одногрупник Джеймс Іга деякий час зустрічалися на початку 90-х, їх розрив додав деяку напруженість у процес запису альбому Siamese Dream. Рецкі вийшла заміж за барабанщика групи Catherine Керрі Брауна в 1993. Вона брала участь у записі їх альбому Hot Saki and Bedtime Stories 1996 року, її вокал можна почути в піснях „Punch Me Out“ і „Four Leaf Clover“, а також побачити її в кліпі на останню композицію (Four Leaf Clover [Архівовано 7 листопада 2011 у Wayback Machine.]). У 1999 Д'арсі розлучилася з Керрі. За деякими даними, вона досі підтримує дружні стосунки з Джеймсом Іха. До речі, Zeitgeist Біллі Корган та Джиммі Чемберлен записували в домашній студії Керрі Брауна 2006 року.
Д'арсі деякий час зустрічалася з Річардом Патріком (ексгітарист Nine Inch Nails), солістом групи Filter. Вона заспівала на бек-вокалі у піснях „Cancer“ і „Take a picture“, за чутками, Miss Blue — пісня про неї. На альбомі Title of Record вона значиться як Miss Wutt.
25 січня 2000 року в Чикаго Рецкі була заарештована після покупки кокаїну. Згідно з даними поліції, троє офіцерів під прикриттям бачили, як Рецкі і її супутник зайшли в будівлю на Вест Гранд Авеню і, вийшовши з нього, швидко повернулися в машину. Водій (його звали Тоні Янг) зробив два незаконних розворотів з вимкненими фарами, після чого поліція зупинила машину. При обшуку в його кишені були знайдені наркотики. Янг стверджував, що це не його, говорив, що Д'арсі „дала йому просто потримати ці камені“. Під час допиту Д'арсі зізналася, що дійсно віддала водієві три пакети кокаїну.
Судовий процес для Рецкі закінчився вельми успішно, звинувачення були зняті після того, як вона пройшла курс примусового лікування 2000 року. Д'арсі практично не з'являлася на публіці. Після свого арешту вона відмовлялася давати будь інтерв'ю.
Д'арсі жила в Вотервліете, штат Мічиган (штат) з 2000 по 2006. Там вона володіє кінською фермою та трьома антикварними магазинами. Одна з її коней, Jet Set Miss, була прийнята в Arabian Horse Pilot Program в серпні 2000. У 2006 вона жила в Остіні, штат Техас. Зараз вона живе в графстві Беррі в Мічигані. У грудні 2004 Д'арсі стала вивчати акупунктуру після того, як її сестра Моллі успішно позбулася куріння за допомогою цього методу лікування. Д'арсі — кваліфікована масажистка. Моллі працює юристом в Чикаго, а друга сестра Таня завідує кінською фермою в Мічигані.
Після довгих років мовчання Д'арсі знову дала про себе знати в липні 2009 року, несподівано зателефонувавши на чикагське радіо Q101 в передачу Райана Манно. На запитання „Чим ви зараз займаєтеся ?“ Вона відповіла, що проживає на фермі в Мічигані, що закинула рок-н-рольний спосіб життя, оскільки „здоров'я не вистачило“, а також зізналася у своїй любові до вокаліста The Monkees Дейві Джонсу.

## Впливу та стиль
За словами Д'арсі, величезний вплив на її стиль гри на бас-гітарі надав басист Джон Тейлор з Duran Duran. Її улюблені групи: The Beatles, The Stooges, Nirvana, Queen, The Rolling Stones.

## Факти
- «Я б ніколи не змогла грати в групі, якби не досвід, отриманий, коли я росла зі своїми сестрами із самого мого народження. Моя старша сестра дуже ревнувала. Одного разу взимку вона замкнула двері в будинок, і я залишилася зовні в підгузку… Мене жбурляли у воду, на глибині, безліч разів. І я платила тією ж монетою. Пам'ятаєте, як у „Apocalypse Now“ („Апокаліпсис сьогодні“) Брандо говорить, що потрібно залякувати людей, щоб вони підкорялися ? Так от, я була крихітним дитиною-забіякою, який творив невимовні речі. Я була відома киданням ножів у ціль. Самозахист допомогла мені стати шибеником. Я грала в ковбоїв та індіанців замість ляльок, а більшість моїх друзів були хлопчики».
- В останній рік школи Д'Арсі потрапила в автокатастрофу та пошкодила ногу. Їй довелося зробити операцію. Після операції їй передозувати морфін, після чого вона отримала прізвисько «Sister Morphine» (Сестра Морфій).
- Ходили чутки, що вона зустрічається з актором Мікі Рурком.
- Вона є відданим покупцем Fender та використовує, як Jazz-бас, так і Precision-бас.
- Однією з її найвідоміших бас-гітар є американський «sticker» Jazz-bass. Це, найімовірніше, повторний випуск бас-гітари 75-го року, з грифом з рожевого дерева та білими порожками, з білими вставками та black/white/black датчиками. Д'арсі часто використовувала цей бас на гастролях на підтримку альбомів Siamese Dream та Mellon Collie and the Infinite Sadness.
- Її знаменитий «rat» (щурячий) бас: Спочатку гриф був типовим, з логотипом «Fender Precision Bass». Новий же, найімовірніше, є цілісним кленом. Фарба, яка вся кристалізувалися, також була відновлена. Ця бас-гітара була нею використана найбільше під час туру Gish (відеогра), але і після цього його теж часто бачили.
- «Зоряний» бас: Більшість, найімовірніше, бачили його на відео Zero. Ця бас-гітара була завжди налаштована на півтону нижче і була багато разів використана під час турів на підтримку альбомів Siamese Dream та Mellon Collie and the Infinite Sadness.
- Переважно Д'Арсі використовує підсилювач Mesa Boogie, особливо під час гастролей. Вона використовувала також Ampeg для акустичної версії «Cherub Rock» з Viephoria. Його дуже складно розгледіти на відео, але якщо дуже постаратися, то все ж можна зрозуміти, що це саме Ampeg (можна здогадатися, що, найімовірніше, він ват на 200).
- До The Smashing Pumpkins Д'арсі працювала офіціанткою в їдальні; ще вона працювала в магазині мотоциклів.
- Scratchie Records: вона була віцепрезидентом та со-засновником, разом з Джеймсом Іха. Але вона більше не є частиною лейблу.
- Біллі Корган про відхід Д'арсі з групи: «Була ціла серія різних речей, які підштовхнули її до тієї точки, де вона опинилася. Це було жахливо, і я говорив їй, що відхід з групи може врятувати їй життя, тільки відхід з групи».

## Сайти
- Smashing Pumpkins.com [Архівовано 10 березня 2011 у Wayback Machine.]
- сторінка Smashing Pumpkins MySpace [Архівовано 16 травня 2008 у Wayback Machine.]
- Про Д'арсі та Мелісі Ауф Дер Маур [Архівовано 13 вересня 2012 у Wayback Machine.]
- Російськомовний сайт групи Smashing Pumpkins [Архівовано 20 листопада 2012 у Wayback Machine.]